# Загроди (Буський повіт)
Загроди (пол. Zagrody) — село в Польщі, у гміні Гнойно Буського повіту Свентокшиського воєводства.
Населення — 110 осіб (2011).
У 1975-1998 роках село належало до Келецького воєводства.

## Демографія
Демографічна структура на день 31 березня 2011 року:
|          | Загалом | Допрацездатний вік | Працездатний вік | Постпрацездатний вік |
| -------- | ------- | ------------------ | ---------------- | -------------------- |
| Чоловіки | 55      | 9                  | 38               | 8                    |
| Жінки    | 55      | 15                 | 21               | 19                   |
| Разом    | 110     | 24                 | 59               | 27                   |